# Hastings Lees-Smith
Hastings Bertrand Lees-Smith (26 janvier 1878-18 décembre 1941) est un homme politique libéral britannique devenu travailliste qui a brièvement siégé au cabinet en tant que Secrétaire d'État à l'Éducation en 1931. Il est le chef par intérim de l'opposition et le chef du parti travailliste (en tant que président du parti travailliste parlementaire) à partir de 1940, à l'époque où Clement Attlee est au gouvernement. 

## Famille et carrière
Lees-Smith est d'une famille militaire, son père est un major dans l'artillerie royale et il est né en Inde britannique. Il fait ses études à la Aldenham School, en tant que cadet à l'Académie royale militaire de Woolwich et au Queen's College d'Oxford. Rejetant une carrière militaire, il choisit le monde universitaire et est nommé maître de conférences en administration publique à la London School of Economics en 1906; il y reste tout au long de sa carrière politique. Il est également président du comité exécutif du Ruskin College, Oxford, de 1907 à 1909. Il démissionne après avoir été nommé professeur d'administration publique à l'Université de Bristol. En 1909, il entreprend une longue tournée en Inde pour donner des conférences à Bombay sur l'économie et donner des conseils sur l'enseignement de l'économie; à la suite de ses expériences, il écrit des études en économie indienne. Il rejoint un régiment territorial en 1915 et est blessé comme brancardier sur le front occidental et quitte les forces armées en 1917. En 1938, il distribue 40 passeports britanniques aux Juifs allemands de Francfort, facilitant ainsi leur évasion. Le coffre des surprises décrit l'histoire de la famille Lees-Smith. 

## Député libéral
Aux élections générales de janvier 1910, Lees-Smith est élu député libéral dans la circonscription de Northampton à deux membres. Contrairement à son collègue député de Northampton, Charles McCurdy, Lees-Smith s'allie à Herbert Henry Asquith plutôt qu'à David Lloyd George dans la scission libérale pendant la Première Guerre mondiale et, par conséquent, ne reçoit pas de soutien de la Coalition lors des élections générales de 1918. Plutôt que de se présenter Northampton (qui a été réduit à un député), il se présente dans la nouvelle circonscription de Don Valley, mais perd face à un candidat du Parti national démocrate et travailliste soutenu par la Coalition. S'éloignant du Parti libéral, il se présente en tant que «radical indépendant». Il est le député qui en juillet de 1917 lit la déclaration de Siegfried Sassoon que la Première Guerre mondiale a duré trop longtemps et devrait être terminée.  

## Le parti travailliste
En 1919, Lees-Smith rejoint le Parti travailliste. Il est choisi comme candidat travailliste pour Keighley et remporte le siège aux élections générales de 1922, profitant d'une opposition divisée. Il est un orateur de renom sur les banques et la réforme de la Chambre des lords au sujet desquels il écrit plusieurs livres dont Second Chambers in Theory and Practice (1923). Malheureusement pour Lees-Smith, les conservateurs se retirent aux élections générales de 1923 et il est battu par le candidat libéral. Cette défaite l'empêche d'être nommé ministre dans le premier gouvernement travailliste. 

## Poste ministériel
L'effondrement du Parti libéral lors des élections générales de 1924 permet à Lees-Smith de récupérer son siège et il est rapidement nommé à un rôle de premier rang. Quand les Travaillistes reviennent au pouvoir en 1929, il est Postmaster-General  où il défend la nationalisation des bureaux de poste. Dans un remaniement en mars 1931, il est promu au poste de Président du Conseil d'Éducation  et admis au Conseil Privé. À ce titre, en juin, il prononce le discours d'ouverture du deuxième Congrès international d'histoire des sciences. Il n'a qu'une brève période au pouvoir avant la chute du gouvernement et Lees-Smith refuse de suivre Ramsay MacDonald au sein du gouvernement national. 
Battu de nouveau en 1931, Lees-Smith est réélu en 1935,. Il reste un député de premier plan mais n'est pas invité par Winston Churchill à se joindre au gouvernement de coalition en 1940. Il est alors chargé de diriger le parti. Dans son rôle partisan, il soutient fermement la conduite de Churchill en tant que chef de guerre à un moment où la guerre ne tournait pas toujours en faveur des Alliés. 